# Витим (бронеавтомобиль)
Витим (бел. Віцім) — белорусский многоцелевой плавающий бронеавтомобиль, разработанный и производимый компанией «Минотор-Сервис». Представлены 4-колёсная и 6-колёсная модификации. Предназначен для ведения разведки и сопровождения колонн, а при установке дополнительного вооружения может использоваться в качестве штурмовой бронемашины.

## История
Автомобиль был разработан в инициативном порядке за счёт средств предприятия. Первый 4-колёсный образец был представлен публике в 2016 году на военно-техническом форуме «Армия-2016».

## Конструкция
Бронеавтомобиль полноприводный. Снаряжённая масса — 6 тонн, грузоподъёмность — 1 тонна. Двигатель ЯМЗ с турбонаддувом объёмом 4,4 л мощностью 215 л. с. (158 кВт). Механическая 5-ступенчатая коробка передач разработана на предприятии. Управление автомобилем осуществляется через цифровые системы, но с аналоговым дублированием.
Корпус автомобиля бронированный и выдерживает попадание пули калибра 7,62 мм на дистанции 10 метров по периметру, подрыв ручной гранаты или взрывного устройства до 0,5 кг тротила под днищем. Стёкла также бронированные, в шинах используется система подкачки.

## Варианты

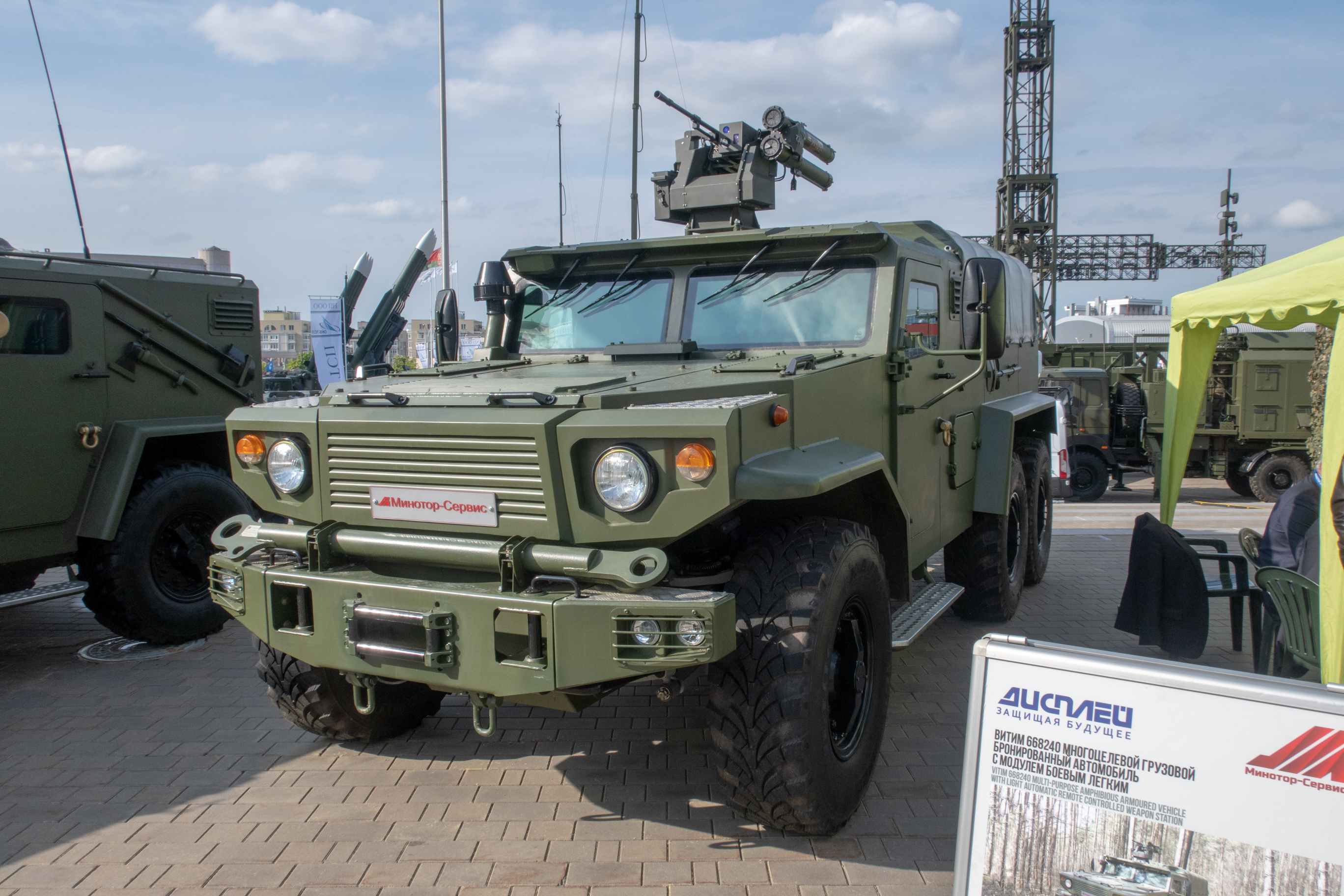
6-колёсный «Витим» с дистанционным лёгким боевым модулем

Представлена также 6-колёсная полноприводная модификация Витим-668240 грузового назначения (длина 6440 мм, грузоподъёмность 3500 кг).